# Lista de campeões do Campeonato Mundial de Snooker

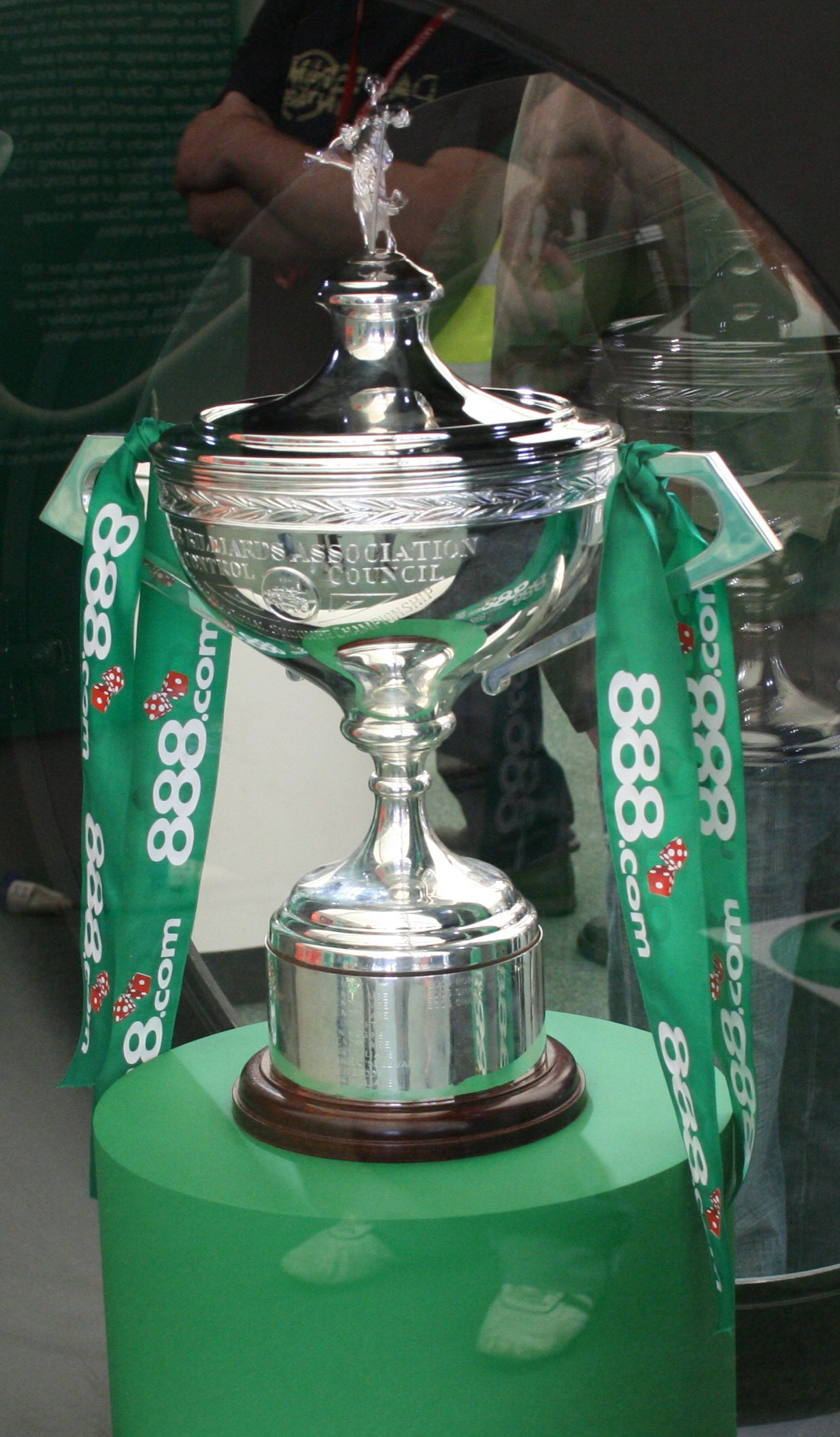
Troféu do World Snooker Championship

O Campeonato Mundial de Snooker (do original: World Snooker Championship) é um torneio anual de snooker criado em 1927 e disputado desde 1977 no Crucible Theatre em Sheffield, na Inglaterra. O torneio nos dias de hoje é disputado em dezessete dias entre o final de abril e início de maio, e é cronologicamente a terceira e última das três provas da Tríplice Coroa (do original: Triple Crown) da temporada desde a temporada de snooker de 1977–78, quando o Campeonato do Reino Unido (do original: UK Championship) foi realizado pela primeira vez. O evento não foi realizado de 1941 a 1945 por causa da Segunda Guerra Mundial e entre 1958 e 1963 devido ao pouco sucesso do esporte.
A entidade que organiza o campeonato é a Associação Mundial de Bilhar e Snooker Profissional (do original: World Professional Billiards and Snooker Association – WPBSA). Antes da WPBSA assumir o controle do jogo profissional em 1968, o campeonato mundial era organizado pela Associação e Conselho de Controle de Bilhar (do original: Billiards Association and Control Council – BACC), exceto entre 1952 e 1957, quando a Associação de Jogadores Profissionais de Bilhar (do original: Professional Billiards Players' Association – PBPA) organizou seu próprio torneio, o World Professional Match-play Championship, na sequência de uma disputa com a BACC.
O jogador de maior sucesso no Campeonato Mundial de Snooker é Joe Davis, que conquistou quinze títulos consecutivos entre 1927 e 1946. O recorde na era moderna, geralmente datado da reintrodução em 1969 de um formato de torneio "mata-mata", em vez de um formato de desafio, é compartilhado pelo escocês Stephen Hendry e pelo inglês Ronnie O'Sullivan, ambos com sete títulos.

## Campeões
| Formato                                                                  | Organizador |
| ------------------------------------------------------------------------ | ----------- |
| Torneio eliminatório (†)                                                 | BACC        |
| Prova de desafio onde o defensor do título avançava direto pra final (*) | BACC        |
| Campeonato Mundial Profissional Match-play (◊)                           | PBPA        |
| Partidas de desafio (‡)                                                  | BACC        |
| Torneio eliminatório                                                     | WPBSA       |

| \| Ano \| \| Campeão \| Vice \| Placar \| Local \| \| ------------------------------------ \| - \| ---------------------------- \| ----------------------- \| ------------------ \| --------------------------------------------------------------- \| \| 1927 \| † \| Joe Davis (ENG) \| Tom Dennis (ENG) \| 20–11 \| Camkin's Hall, Birmingham \| \| 1928 \| * \| Joe Davis (ENG) \| Fred Lawrence (ENG) \| 16–13 \| Camkin's Hall, Birmingham \| \| 1929 \| † \| Joe Davis (ENG) \| Tom Dennis (ENG) \| 19–14 \| Lounge Hall, Nottingham \| \| 1930 \| † \| Joe Davis (ENG) \| Tom Dennis (ENG) \| 25–12 \| Thurston's Hall, Londres \| \| 1931 \| † \| Joe Davis (ENG) \| Tom Dennis (ENG) \| 25–21 \| Lounge Hall, Nottingham \| \| 1932 \| † \| Joe Davis (ENG) \| Clark McConachy (NZL) \| 30–19 \| Thurston's Hall, Londres \| \| 1933 \| † \| Joe Davis (ENG) \| Willie Smith (ENG) \| 25–18 \| Joe Davis Centre, Chesterfield \| \| 1934 \| † \| Joe Davis (ENG) \| Tom Newman (ENG) \| 25–22 \| Lounge Hall, Nottingham e Central Hall, Kettering \| \| 1935 \| † \| Joe Davis (ENG) \| Willie Smith (ENG) \| 25–20 \| Thurston's Hall, Londres \| \| 1936 \| † \| Joe Davis (ENG) \| Horace Lindrum (AUS) \| 34–27 \| Thurston's Hall, Londres \| \| 1937 \| † \| Joe Davis (ENG) \| Horace Lindrum (AUS) \| 32–29 \| Thurston's Hall, Londres \| \| 1938 \| † \| Joe Davis (ENG) \| Sidney Smith (ENG) \| 37–24 \| Thurston's Hall, Londres \| \| 1939 \| † \| Joe Davis (ENG) \| Sidney Smith (ENG) \| 43–30 \| Thurston's Hall, Londres \| \| 1940 \| † \| Joe Davis (ENG) \| Fred Davis (ENG) \| 37–36 \| Thurston's Hall, Londres \| \| 1941–1945: Não houve disputa[nota 1] \| \| \| \| \| \| \| 1946 \| † \| Joe Davis (ENG) \| Horace Lindrum (AUS) \| 78–67 \| Royal Horticultural Hall, Londres \| \| 1947 \| † \| Walter Donaldson (SCO) \| Fred Davis (ENG) \| 82–63 \| Leicester Square Hall, Londres \| \| 1948 \| † \| Fred Davis (ENG) \| Walter Donaldson (SCO) \| 84–61 \| Leicester Square Hall, Londres \| \| 1949 \| † \| Fred Davis (ENG) \| Walter Donaldson (SCO) \| 80–65 \| Leicester Square Hall, Londres \| \| 1950 \| † \| Walter Donaldson (SCO) \| Fred Davis (ENG) \| 51–46 \| Tower Circus, Blackpool \| \| 1951 \| † \| Fred Davis (ENG) \| Walter Donaldson (SCO) \| 58–39 \| Tower Circus, Blackpool \| \| 1952 \| † \| Horace Lindrum (AUS)[nota 2] \| Clark McConachy (NZL) \| 94–49 \| Houldsworth Hall, Manchester \| \| 1952 \| ◊ \| Fred Davis (ENG) \| Walter Donaldson (SCO) \| 38–35 \| Tower Circus, Blackpool \| \| 1953 \| ◊ \| Fred Davis (ENG) \| Walter Donaldson (SCO) \| 37–34 \| Leicester Square Hall, Londres \| \| 1954 \| ◊ \| Fred Davis (ENG) \| Walter Donaldson (SCO) \| 45–26 \| Houldsworth Hall, Manchester \| \| 1955 \| ◊ \| Fred Davis (ENG) \| John Pulman (ENG) \| 38–35 \| Tower Circus, Blackpool \| \| 1956 \| ◊ \| Fred Davis (ENG) \| John Pulman (ENG) \| 38–35 \| Tower Circus, Blackpool \| \| 1957 \| ◊ \| John Pulman (ENG) \| Jackie Rea (NIR) \| 39–34 \| Jersey Billliards Association Match Room, Santo Helério, Jersey \| \| 1958–1963: Sem disputa[nota 3] \| \| \| \| \| \| \| 1964 \| ‡ \| John Pulman (ENG) \| Fred Davis (ENG) \| 19–16 \| Burroughes Hall, Londres \| \| 1964 \| ‡ \| John Pulman (ENG) \| Rex Williams (ENG) \| 40–33 \| Burroughes Hall, Londres \| \| 1965 \| ‡ \| John Pulman (ENG) \| Fred Davis (ENG) \| 37–36 \| Burroughes Hall, Londres \| \| 1965 \| ‡ \| John Pulman (ENG) \| Rex Williams (ENG) \| 25–22 [nota 4] \| África do Sul \| \| 1965 \| ‡ \| John Pulman (ENG) \| Fred Van Rensburg (ZAF) \| 39–12 \| África do Sul \| \| 1966 \| ‡ \| John Pulman (ENG) \| Fred Davis (ENG) \| 5–2 [nota 4] \| Saint George's Hall, Liverpool \| \| 1968 \| ‡ \| John Pulman (ENG) \| Eddie Charlton (AUS) \| 39–34 \| Co-operative Hall, Bolton \| \| 1969 \| \| John Spencer (ENG) \| Gary Owen (WAL) \| 37–24 \| Victoria House, Londres \| \| 1970 \| \| Ray Reardon (WAL) \| John Pulman (ENG) \| 37–33 \| Victoria House, Londres \| \| 1971 \| \| John Spencer (ENG) \| Warren Simpson (AUS) \| 37–29 \| Chevron Hotel, Sydney \| \| 1972 \| \| Alex Higgins (NIR) \| John Spencer (ENG) \| 37–31 [12][nota 5] \| Selly Park British Legion, Birmingham \| \| 1973 \| \| Ray Reardon (WAL) \| Eddie Charlton (AUS) \| 38–32 \| City Exhibition Hall, Manchester \| \| 1974 \| \| Ray Reardon (WAL) \| Graham Miles (ENG) \| 22–12 \| Belle Vue, Manchester \| \| 1975 \| \| Ray Reardon (WAL) \| Eddie Charlton (AUS) \| 31–30 \| Nunawading Basketball Centre, Melbourne, Australia \| \| 1976 \| \| Ray Reardon (WAL) \| Alex Higgins (NIR) \| 27–16 \| Wythenshawe Forum, Manchester \| \| 1977 \| \| John Spencer (ENG) \| Cliff Thorburn (CAN) \| 25–21 \| Crucible Theatre, Sheffield \| \| 1978 \| \| Ray Reardon (WAL) \| Perrie Mans (ZAF) \| 25–18 \| Crucible Theatre, Sheffield \| \| 1979 \| \| Terry Griffiths (WAL) \| Dennis Taylor (NIR) \| 24–16 \| Crucible Theatre, Sheffield \| \| 1980 \| \| Cliff Thorburn (CAN) \| Alex Higgins (NIR) \| 18–16 \| Crucible Theatre, Sheffield \| \| 1981 \| \| Steve Davis (ENG) \| Doug Mountjoy (WAL) \| 18–12 \| Crucible Theatre, Sheffield \| \| 1982 \| \| Alex Higgins (NIR) \| Ray Reardon (WAL) \| 18–15 \| Crucible Theatre, Sheffield \| \| 1983 \| \| Steve Davis (ENG) \| Cliff Thorburn (CAN) \| 18–6 \| Crucible Theatre, Sheffield \| \| 1984 \| \| Steve Davis (ENG) \| Jimmy White (ENG) \| 18–16 \| Crucible Theatre, Sheffield \| \| 1985 \| \| Dennis Taylor (NIR) \| Steve Davis (ENG) \| 18–17 \| Crucible Theatre, Sheffield \| \| 1986 \| \| Joe Johnson (ENG) \| Steve Davis (ENG) \| 18–12 \| Crucible Theatre, Sheffield \| \| 1987 \| \| Steve Davis (ENG) \| Joe Johnson (ENG) \| 18–14 \| Crucible Theatre, Sheffield \| \| 1988 \| \| Steve Davis (ENG) \| Terry Griffiths (WAL) \| 18–11 \| Crucible Theatre, Sheffield \| \| 1989 \| \| Steve Davis (ENG) \| John Parrott (ENG) \| 18–3 \| Crucible Theatre, Sheffield \| \| 1990 \| \| Stephen Hendry (SCO) \| Jimmy White (ENG) \| 18–12 \| Crucible Theatre, Sheffield \| \| 1991 \| \| John Parrott (ENG) \| Jimmy White (ENG) \| 18–11 \| Crucible Theatre, Sheffield \| \| 1992 \| \| Stephen Hendry (SCO) \| Jimmy White (ENG) \| 18–14 \| Crucible Theatre, Sheffield \| \| 1993 \| \| Stephen Hendry (SCO) \| Jimmy White (ENG) \| 18–5 \| Crucible Theatre, Sheffield \| \| 1994 \| \| Stephen Hendry (SCO) \| Jimmy White (ENG) \| 18–17 \| Crucible Theatre, Sheffield \| \| 1995 \| \| Stephen Hendry (SCO) \| Nigel Bond (ENG) \| 18–9 \| Crucible Theatre, Sheffield \| \| 1996 \| \| Stephen Hendry (SCO) \| Peter Ebdon (ENG) \| 18–12 \| Crucible Theatre, Sheffield \| \| 1997 \| \| Ken Doherty (IRL) \| Stephen Hendry (SCO) \| 18–12 \| Crucible Theatre, Sheffield \| \| 1998 \| \| John Higgins (SCO) \| Ken Doherty (IRL) \| 18–12 \| Crucible Theatre, Sheffield \| \| 1999 \| \| Stephen Hendry (SCO) \| Mark Williams (WAL) \| 18–11 \| Crucible Theatre, Sheffield \| \| 2000 \| \| Mark Williams (WAL) \| Matthew Stevens (WAL) \| 18–16 \| Crucible Theatre, Sheffield \| \| 2001 \| \| Ronnie O'Sullivan (ENG) \| John Higgins (SCO) \| 18–14 \| Crucible Theatre, Sheffield \| \| 2002 \| \| Peter Ebdon (ENG) \| Stephen Hendry (SCO) \| 18–17 \| Crucible Theatre, Sheffield \| \| 2003 \| \| Mark Williams (WAL) \| Ken Doherty (IRL) \| 18–16 \| Crucible Theatre, Sheffield \| \| 2004 \| \| Ronnie O'Sullivan (ENG) \| Graeme Dott (SCO) \| 18–8 \| Crucible Theatre, Sheffield \| \| 2005 \| \| Shaun Murphy (ENG) \| Matthew Stevens (WAL) \| 18–16 \| Crucible Theatre, Sheffield \| \| 2006 \| \| Graeme Dott (SCO) \| Peter Ebdon (ENG) \| 18–14 \| Crucible Theatre, Sheffield \| \| 2007 \| \| John Higgins (SCO) \| Mark Selby (ENG) \| 18–13 \| Crucible Theatre, Sheffield \| \| 2008 \| \| Ronnie O'Sullivan (ENG) \| Ali Carter (ENG) \| 18–8 \| Crucible Theatre, Sheffield \| \| 2009 \| \| John Higgins (SCO) \| Shaun Murphy (ENG) \| 18–9 \| Crucible Theatre, Sheffield \| \| 2010 \| \| Neil Robertson (AUS) \| Graeme Dott (SCO) \| 18–13 \| Crucible Theatre, Sheffield \| \| 2011 \| \| John Higgins (SCO) \| Judd Trump (ENG) \| 18–15 \| Crucible Theatre, Sheffield \| \| 2012 \| \| Ronnie O'Sullivan (ENG) \| Ali Carter (ENG) \| 18–11 \| Crucible Theatre, Sheffield \| \| 2013 \| \| Ronnie O'Sullivan (ENG) \| Barry Hawkins (ENG) \| 18–12 \| Crucible Theatre, Sheffield \| \| 2014 \| \| Mark Selby (ENG) \| Ronnie O'Sullivan (ENG) \| 18–14 \| Crucible Theatre, Sheffield \| \| 2015 \| \| Stuart Bingham (ENG) \| Shaun Murphy (ENG) \| 18–15 \| Crucible Theatre, Sheffield \| \| 2016 \| \| Mark Selby (ENG) \| Ding Junhui (CHN) \| 18–14 \| Crucible Theatre, Sheffield \| \| 2017 \| \| Mark Selby (ENG) \| John Higgins (SCO) \| 18–15 \| Crucible Theatre, Sheffield \| \| 2018 \| \| Mark Williams (WAL) \| John Higgins (SCO) \| 18–16 \| Crucible Theatre, Sheffield \| \| 2019 \| \| Judd Trump (ENG) \| John Higgins (SCO) \| 18–9 \| Crucible Theatre, Sheffield \| \| 2020 \| \| Ronnie O'Sullivan (ENG) \| Kyren Wilson (ENG) \| 18–8 \| Crucible Theatre, Sheffield \| \| 2021 \| \| Mark Selby (ENG) \| Shaun Murphy (ENG) \| 18–15 \| Crucible Theatre, Sheffield \| \| 2022 \| \| Ronnie O'Sullivan (ENG) \| Judd Trump (ENG) \| 18–13 \| Crucible Theatre, Sheffield \| \| 2023 \| \| Luca Brecel (BEL) \| Mark Selby (ENG) \| 18–15 \| Crucible Theatre, Sheffield \| \| 2024 \| \| Kyren Wilson (ENG) \| Jak Jones (WAL) \| 18–14 \| Crucible Theatre, Sheffield \| | Joe Davis (1927–40 e 1946)Stephen Hendry (1990, 1992–96 and 1999)Ronnie O'Sullivan (2001, 2004, 2008, 2012–13, 2020 e 2022)Steve Davis (1981, 1983–84 e 1987–89)John Higgins (1998, 2007, 2009 e 2011)Mark Selby (2014, 2016–17 and 2021)Mark Williams (2000, 2003 e 2018) |                         |                         |        |                                                                 |
| Ano | | Campeão                 | Vice                    | Placar | Local                                                           |
| 1927 | † | Joe Davis (ENG)         | Tom Dennis (ENG)        | 20–11  | Camkin's Hall, Birmingham                                       |
| 1928 | * | Joe Davis (ENG)         | Fred Lawrence (ENG)     | 16–13  | Camkin's Hall, Birmingham                                       |
| 1929 | † | Joe Davis (ENG)         | Tom Dennis (ENG)        | 19–14  | Lounge Hall, Nottingham                                         |
| 1930 | † | Joe Davis (ENG)         | Tom Dennis (ENG)        | 25–12  | Thurston's Hall, Londres                                        |
| 1931 | † | Joe Davis (ENG)         | Tom Dennis (ENG)        | 25–21  | Lounge Hall, Nottingham                                         |
| 1932 | † | Joe Davis (ENG)         | Clark McConachy (NZL)   | 30–19  | Thurston's Hall, Londres                                        |
| 1933 | † | Joe Davis (ENG)         | Willie Smith (ENG)      | 25–18  | Joe Davis Centre, Chesterfield                                  |
| 1934 | † | Joe Davis (ENG)         | Tom Newman (ENG)        | 25–22  | Lounge Hall, Nottingham e Central Hall, Kettering               |
| 1935 | † | Joe Davis (ENG)         | Willie Smith (ENG)      | 25–20  | Thurston's Hall, Londres                                        |
| 1936 | † | Joe Davis (ENG)         | Horace Lindrum (AUS)    | 34–27  | Thurston's Hall, Londres                                        |
| 1937 | † | Joe Davis (ENG)         | Horace Lindrum (AUS)    | 32–29  | Thurston's Hall, Londres                                        |
| 1938 | † | Joe Davis (ENG)         | Sidney Smith (ENG)      | 37–24  | Thurston's Hall, Londres                                        |
| 1939 | † | Joe Davis (ENG)         | Sidney Smith (ENG)      | 43–30  | Thurston's Hall, Londres                                        |
| 1940 | † | Joe Davis (ENG)         | Fred Davis (ENG)        | 37–36  | Thurston's Hall, Londres                                        |
| 1941–1945: Não houve disputa | |                         |                         |        |                                                                 |
| 1946 | † | Joe Davis (ENG)         | Horace Lindrum (AUS)    | 78–67  | Royal Horticultural Hall, Londres                               |
| 1947 | † | Walter Donaldson (SCO)  | Fred Davis (ENG)        | 82–63  | Leicester Square Hall, Londres                                  |
| 1948 | † | Fred Davis (ENG)        | Walter Donaldson (SCO)  | 84–61  | Leicester Square Hall, Londres                                  |
| 1949 | † | Fred Davis (ENG)        | Walter Donaldson (SCO)  | 80–65  | Leicester Square Hall, Londres                                  |
| 1950 | † | Walter Donaldson (SCO)  | Fred Davis (ENG)        | 51–46  | Tower Circus, Blackpool                                         |
| 1951 | † | Fred Davis (ENG)        | Walter Donaldson (SCO)  | 58–39  | Tower Circus, Blackpool                                         |
| 1952 | † | Horace Lindrum (AUS)    | Clark McConachy (NZL)   | 94–49  | Houldsworth Hall, Manchester                                    |
| 1952 | ◊ | Fred Davis (ENG)        | Walter Donaldson (SCO)  | 38–35  | Tower Circus, Blackpool                                         |
| 1953 | ◊ | Fred Davis (ENG)        | Walter Donaldson (SCO)  | 37–34  | Leicester Square Hall, Londres                                  |
| 1954 | ◊ | Fred Davis (ENG)        | Walter Donaldson (SCO)  | 45–26  | Houldsworth Hall, Manchester                                    |
| 1955 | ◊ | Fred Davis (ENG)        | John Pulman (ENG)       | 38–35  | Tower Circus, Blackpool                                         |
| 1956 | ◊ | Fred Davis (ENG)        | John Pulman (ENG)       | 38–35  | Tower Circus, Blackpool                                         |
| 1957 | ◊ | John Pulman (ENG)       | Jackie Rea (NIR)        | 39–34  | Jersey Billliards Association Match Room, Santo Helério, Jersey |
| 1958–1963: Sem disputa | |                         |                         |        |                                                                 |
| 1964 | ‡ | John Pulman (ENG)       | Fred Davis (ENG)        | 19–16  | Burroughes Hall, Londres                                        |
| 1964 | ‡ | John Pulman (ENG)       | Rex Williams (ENG)      | 40–33  | Burroughes Hall, Londres                                        |
| 1965 | ‡ | John Pulman (ENG)       | Fred Davis (ENG)        | 37–36  | Burroughes Hall, Londres                                        |
| 1965 | ‡ | John Pulman (ENG)       | Rex Williams (ENG)      | 25–22  | África do Sul                                                   |
| 1965 | ‡ | John Pulman (ENG)       | Fred Van Rensburg (ZAF) | 39–12  | África do Sul                                                   |
| 1966 | ‡ | John Pulman (ENG)       | Fred Davis (ENG)        | 5–2    | Saint George's Hall, Liverpool                                  |
| 1968 | ‡ | John Pulman (ENG)       | Eddie Charlton (AUS)    | 39–34  | Co-operative Hall, Bolton                                       |
| 1969 | | John Spencer (ENG)      | Gary Owen (WAL)         | 37–24  | Victoria House, Londres                                         |
| 1970 | | Ray Reardon (WAL)       | John Pulman (ENG)       | 37–33  | Victoria House, Londres                                         |
| 1971 | | John Spencer (ENG)      | Warren Simpson (AUS)    | 37–29  | Chevron Hotel, Sydney                                           |
| 1972 | | Alex Higgins (NIR)      | John Spencer (ENG)      | 37–31  | Selly Park British Legion, Birmingham                           |
| 1973 | | Ray Reardon (WAL)       | Eddie Charlton (AUS)    | 38–32  | City Exhibition Hall, Manchester                                |
| 1974 | | Ray Reardon (WAL)       | Graham Miles (ENG)      | 22–12  | Belle Vue, Manchester                                           |
| 1975 | | Ray Reardon (WAL)       | Eddie Charlton (AUS)    | 31–30  | Nunawading Basketball Centre, Melbourne, Australia              |
| 1976 | | Ray Reardon (WAL)       | Alex Higgins (NIR)      | 27–16  | Wythenshawe Forum, Manchester                                   |
| 1977 | | John Spencer (ENG)      | Cliff Thorburn (CAN)    | 25–21  | Crucible Theatre, Sheffield                                     |
| 1978 | | Ray Reardon (WAL)       | Perrie Mans (ZAF)       | 25–18  | Crucible Theatre, Sheffield                                     |
| 1979 | | Terry Griffiths (WAL)   | Dennis Taylor (NIR)     | 24–16  | Crucible Theatre, Sheffield                                     |
| 1980 | | Cliff Thorburn (CAN)    | Alex Higgins (NIR)      | 18–16  | Crucible Theatre, Sheffield                                     |
| 1981 | | Steve Davis (ENG)       | Doug Mountjoy (WAL)     | 18–12  | Crucible Theatre, Sheffield                                     |
| 1982 | | Alex Higgins (NIR)      | Ray Reardon (WAL)       | 18–15  | Crucible Theatre, Sheffield                                     |
| 1983 | | Steve Davis (ENG)       | Cliff Thorburn (CAN)    | 18–6   | Crucible Theatre, Sheffield                                     |
| 1984 | | Steve Davis (ENG)       | Jimmy White (ENG)       | 18–16  | Crucible Theatre, Sheffield                                     |
| 1985 | | Dennis Taylor (NIR)     | Steve Davis (ENG)       | 18–17  | Crucible Theatre, Sheffield                                     |
| 1986 | | Joe Johnson (ENG)       | Steve Davis (ENG)       | 18–12  | Crucible Theatre, Sheffield                                     |
| 1987 | | Steve Davis (ENG)       | Joe Johnson (ENG)       | 18–14  | Crucible Theatre, Sheffield                                     |
| 1988 | | Steve Davis (ENG)       | Terry Griffiths (WAL)   | 18–11  | Crucible Theatre, Sheffield                                     |
| 1989 | | Steve Davis (ENG)       | John Parrott (ENG)      | 18–3   | Crucible Theatre, Sheffield                                     |
| 1990 | | Stephen Hendry (SCO)    | Jimmy White (ENG)       | 18–12  | Crucible Theatre, Sheffield                                     |
| 1991 | | John Parrott (ENG)      | Jimmy White (ENG)       | 18–11  | Crucible Theatre, Sheffield                                     |
| 1992 | | Stephen Hendry (SCO)    | Jimmy White (ENG)       | 18–14  | Crucible Theatre, Sheffield                                     |
| 1993 | | Stephen Hendry (SCO)    | Jimmy White (ENG)       | 18–5   | Crucible Theatre, Sheffield                                     |
| 1994 | | Stephen Hendry (SCO)    | Jimmy White (ENG)       | 18–17  | Crucible Theatre, Sheffield                                     |
| 1995 | | Stephen Hendry (SCO)    | Nigel Bond (ENG)        | 18–9   | Crucible Theatre, Sheffield                                     |
| 1996 | | Stephen Hendry (SCO)    | Peter Ebdon (ENG)       | 18–12  | Crucible Theatre, Sheffield                                     |
| 1997 | | Ken Doherty (IRL)       | Stephen Hendry (SCO)    | 18–12  | Crucible Theatre, Sheffield                                     |
| 1998 | | John Higgins (SCO)      | Ken Doherty (IRL)       | 18–12  | Crucible Theatre, Sheffield                                     |
| 1999 | | Stephen Hendry (SCO)    | Mark Williams (WAL)     | 18–11  | Crucible Theatre, Sheffield                                     |
| 2000 | | Mark Williams (WAL)     | Matthew Stevens (WAL)   | 18–16  | Crucible Theatre, Sheffield                                     |
| 2001 | | Ronnie O'Sullivan (ENG) | John Higgins (SCO)      | 18–14  | Crucible Theatre, Sheffield                                     |
| 2002 | | Peter Ebdon (ENG)       | Stephen Hendry (SCO)    | 18–17  | Crucible Theatre, Sheffield                                     |
| 2003 | | Mark Williams (WAL)     | Ken Doherty (IRL)       | 18–16  | Crucible Theatre, Sheffield                                     |
| 2004 | | Ronnie O'Sullivan (ENG) | Graeme Dott (SCO)       | 18–8   | Crucible Theatre, Sheffield                                     |
| 2005 | | Shaun Murphy (ENG)      | Matthew Stevens (WAL)   | 18–16  | Crucible Theatre, Sheffield                                     |
| 2006 | | Graeme Dott (SCO)       | Peter Ebdon (ENG)       | 18–14  | Crucible Theatre, Sheffield                                     |
| 2007 | | John Higgins (SCO)      | Mark Selby (ENG)        | 18–13  | Crucible Theatre, Sheffield                                     |
| 2008 | | Ronnie O'Sullivan (ENG) | Ali Carter (ENG)        | 18–8   | Crucible Theatre, Sheffield                                     |
| 2009 | | John Higgins (SCO)      | Shaun Murphy (ENG)      | 18–9   | Crucible Theatre, Sheffield                                     |
| 2010 | | Neil Robertson (AUS)    | Graeme Dott (SCO)       | 18–13  | Crucible Theatre, Sheffield                                     |
| 2011 | | John Higgins (SCO)      | Judd Trump (ENG)        | 18–15  | Crucible Theatre, Sheffield                                     |
| 2012 | | Ronnie O'Sullivan (ENG) | Ali Carter (ENG)        | 18–11  | Crucible Theatre, Sheffield                                     |
| 2013 | | Ronnie O'Sullivan (ENG) | Barry Hawkins (ENG)     | 18–12  | Crucible Theatre, Sheffield                                     |
| 2014 | | Mark Selby (ENG)        | Ronnie O'Sullivan (ENG) | 18–14  | Crucible Theatre, Sheffield                                     |
| 2015 | | Stuart Bingham (ENG)    | Shaun Murphy (ENG)      | 18–15  | Crucible Theatre, Sheffield                                     |
| 2016 | | Mark Selby (ENG)        | Ding Junhui (CHN)       | 18–14  | Crucible Theatre, Sheffield                                     |
| 2017 | | Mark Selby (ENG)        | John Higgins (SCO)      | 18–15  | Crucible Theatre, Sheffield                                     |
| 2018 | | Mark Williams (WAL)     | John Higgins (SCO)      | 18–16  | Crucible Theatre, Sheffield                                     |
| 2019 | | Judd Trump (ENG)        | John Higgins (SCO)      | 18–9   | Crucible Theatre, Sheffield                                     |
| 2020 | | Ronnie O'Sullivan (ENG) | Kyren Wilson (ENG)      | 18–8   | Crucible Theatre, Sheffield                                     |
| 2021 | | Mark Selby (ENG)        | Shaun Murphy (ENG)      | 18–15  | Crucible Theatre, Sheffield                                     |
| 2022 | | Ronnie O'Sullivan (ENG) | Judd Trump (ENG)        | 18–13  | Crucible Theatre, Sheffield                                     |
| 2023 | | Luca Brecel (BEL)       | Mark Selby (ENG)        | 18–15  | Crucible Theatre, Sheffield                                     |
| 2024 | | Kyren Wilson (ENG)      | Jak Jones (WAL)         | 18–14  | Crucible Theatre, Sheffield                                     |

## Campeões com mais de um título
| ‡ | Jogos por desafio                          |
| * | Campeonato Mundial Profissional Match-play |
| ¤ | Jogador em atividade                       |
| † | Data da morte                              |

| Jogador                 | Total | Anos                                                                                     | Status                  |               |
| ----------------------- | ----- | ---------------------------------------------------------------------------------------- | ----------------------- | ------------- |
| Joe Davis (ENG)         | 15    | 1927, 1928, 1929, 1930, 1931, 1932, 1933, 1934, 1935, 1936, 1937, 1938, 1939, 1940, 1946 | †10 de julho de 1978    | [ 15 ] [ 16 ] |
| Fred Davis (ENG)        | 8     | 1948, 1949, 1951, 1952*, 1953*, 1954*, 1955*, 1956*                                      | †16 de abril de 1998    | [ 17 ]        |
| John Pulman (ENG)       | 8     | 1957*, 1964‡, 1964‡, 1965‡, 1965‡, 1965‡, 1966‡, 1968‡                                   | †25 de dezembro de 1998 | [ 17 ]        |
| Stephen Hendry (SCO)    | 7     | 1990, 1992, 1993, 1994, 1995, 1996, 1999                                                 | ¤                       | [ 3 ]         |
| Ronnie O'Sullivan (ENG) | 7     | 2001, 2004, 2008, 2012, 2013, 2020, 2022                                                 | ¤                       | [ 18 ]        |
| Ray Reardon (WAL)       | 6     | 1970, 1973, 1974, 1975, 1976, 1978                                                       | aposentado              | [ 19 ]        |
| Steve Davis (ENG)       | 6     | 1981, 1983, 1984, 1987, 1988, 1989                                                       | aposentado              | [ 20 ]        |
| John Higgins (SCO)      | 4     | 1998, 2007, 2009, 2011                                                                   | ¤                       | [ 21 ]        |
| Mark Selby (ENG)        | 4     | 2014, 2016, 2017, 2021                                                                   | ¤                       | [ 22 ]        |
| Mark Williams (WAL)     | 3     | 2000, 2003, 2018                                                                         | ¤                       | [ 23 ]        |
| John Spencer (ENG)      | 3     | 1969, 1971, 1977                                                                         | †11 de julho de 2006    | [ 24 ]        |
| Walter Donaldson (SCO)  | 2     | 1947, 1950                                                                               | †24 de maio de 1973     | [ 17 ]        |
| Alex Higgins (NIR)      | 2     | 1972, 1982                                                                               | †24 de julho de 2010    | [ 25 ]        |